# Municipio de Vineyard (Arkansas)
El municipio de Vineyard (en inglés: Vineyard Township) es un municipio ubicado en el condado de Washington en el estado estadounidense de Arkansas. En el año 2010 tenía una población de 383 habitantes y una densidad poblacional de 8,74 personas por km².

## Geografía
El municipio de Vineyard se encuentra ubicado en las coordenadas 35°48′34″N 94°28′10″O / 35.80944, -94.46944. Según la Oficina del Censo de los Estados Unidos, el municipio tiene una superficie total de 43.81 km², de la cual 43,65 km² corresponden a tierra firme y (0,37 %) 0,16 km² es agua.

## Demografía
Según el censo de 2010, había 383 personas residiendo en el municipio de Vineyard. La densidad de población era de 8,74 hab./km². De los 383 habitantes, el municipio de Vineyard estaba compuesto por el 84,6 % blancos, el 10,44 % eran amerindios, el 0,52 % eran asiáticos, el 3,13 % eran de otras razas y el 1,31 % eran de una mezcla de razas. Del total de la población el 4,18 % eran hispanos o latinos de cualquier raza.